# Nexus 9

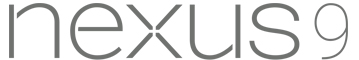
Логотип Nexus 9

Nexus 9 (кодовое название Volantis или Flounder) — интернет-планшет с дисплеем диагональю 8.9 дюйма, разработанный совместно компаниями Google и HTC, работающий на базе ОС Android. Это — четвёртый планшет в линейке Google Nexus. Nexus 9 был анонсирован 15 октября 2014 года, продажи начались с 3 ноября 2014 года. Устройство разработано в двух версиях по объёму встроенной флеш-памяти, с 16 ГБ примерно за 400 долларов США, 32 ГБ за 480$. Версия с 32 ГБ и LTE стоит 600 долларов. Наряду с смартфоном (фаблетом) Nexus 6 и медиапроигрывателем Nexus Player, планшет Nexus 9 получил Android версии 5.0 («Lollipop»).
Google официально заявила, что Nexus 9 LTE получит Android 7.0 Nougat.

## Выпуск
Nexus 9 был анонсирован 15 октября 2014 года, предварительные заказы доступны 17 октября, и он был выпущен 3 ноября 2014 года. Версия 4G LTE была выпущена в США 12 декабря 2014 года.

## Характеристики
Nexus 9 оснащен IPS-дисплеем c диагональю 8,9 дюйма, с нетипичным для Android-планшетов соотношением сторон 4:3 и разрешением 2048x1536. Размеры устройства 6,1 x 9 x 0,31 дюйма (228 х 153,7 х 8 мм).
Nexus использует 64-разрядный двухъядерный процессор NVIDIA Tegra K1, оснащенный 2 ГБ ОЗУ. Микроархитектура процессора была разработана в рамках проекта Denver.
У планшета два динамика для создания стерео-звука, аккумуляторная батарея ёмкостью 6700мАч.
Основная фотокамера: 8 МП, дополнительная — 1,6 МП.
Как и в большинстве устройств Nexus, у планшета нет слота для карт памяти семейства SD (microSD).
Google предлагает обложку-клавиатуру «Nexus 9 Keyboard Folio», которая связывается с устройством по NFC.